# زنبورخوار تاج‌حنایی
زنبورخوار تاج‌حنایی (Merops americanus) گونه‌ای از پرندگان تیرهٔ زنبورخواران و بومی فیلیپین است، جایی که به‌طور گسترده پراکنش دارد. علیرغم نام علمی آن، در دنیای جدید یافت نمی‌شود و احتمالاً نام آن اشتباه است.